# Leobardo Siqueiros
Leobardo Siqueiros (Los Mochis, Sinaloa, México, 3 de febrero de 1994) es un futbolista mexicano que juega como defensa en el FC Juárez de la Liga de Ascenso de México.

## Clubes
| Club                 | País   | Año         |
| -------------------- | ------ | ----------- |
| Monterrey            | México | 2009 - 2014 |
| Ocelotes de la UNACH | México | 2015        |
| FC Juárez            | México | 2015 -      |